# Gabrielle Beaumont
Pour les articles homonymes, voir Beaumont.
Gabrielle Beaumont est une réalisatrice, productrice, scénariste et actrice britannique, née le 7 avril 1942 à Londres (Royaume-Uni) et morte le 8 octobre 2022 à Fornalutx sur l'île de Majorque en Espagne.

## Filmographie

### Comme réalisatrice
- 1972 : La Famille des collines (The Waltons) (série télévisée)
- 1975 : Shadows (série télévisée)
- 1979 : Shérif, fais-moi peur (The Dukes of Hazzard) (série télévisée)
- 1979 : Pour l'amour du risque (Hart to Hart) (série télévisée)
- 1979 : Archie Bunker's Place (en) (série télévisée)
- 1979 : Côte Ouest (Knots Landing) (feuilleton TV)
- 1980 : Les Yeux du mal (The Godsend)
- 1981 : Flamingo Road (Flamingo Road) (feuilleton TV)
- 1981 : Dynastie (Dynasty) (feuilleton TV)
- 1981 : Private Benjamin (en) (série télévisée)
- 1981 : Meurtre d'une créature de rêve (en) (Death of a Centerfold: The Dorothy Stratten Story) (téléfilm)
- 1983 : Zorro et fils (Zorro and Son) (série télévisée)
- 1983 : Hôtel (Hotel) (série télévisée)
- 1983 : Secrets of a Mother and Daughter (téléfilm)
- 1984 : Gone Are the Dayes (téléfilm)
- 1984 : Glitter (série télévisée)
- 1984 : Deux flics à Miami (Miami Vice) (série télévisée)
- 1985 : Dynastie 2 : Les Colby (Dynasty II - The Colbys) (feuilleton TV)
- 1987 : La Belle et la bête (Beauty and the Beast) (série télévisée)
- 1987 : He's My Girl
- 1988 : Tattle: When to Tell on a Friend (téléfilm)
- 1988 : Dirty Dancing (série télévisée)
- 1989 : Nightmare Classics (téléfilm)
- 1989 : Studio 5-B (série télévisée)
- 1989 : The Paradise Club (série télévisée)
- 1990 : Carmilla
- 1990 : One Last Chance (téléfilm)
- 1992 : Melrose Place (feuilleton TV)
- 1993 : Fatal Inheritance
- 1993 : Riders (téléfilm)
- 1993 : SeaQuest, police des mers (SeaQuest DSV) (série télévisée)
- 1994 : Illusions blessées (Moment of Truth: Cradle of Conspiracy) (téléfilm)
- 1995 : L'Ultime voyage (en) (The Other Woman)  (téléfilm)
- 1996 : Dar l'invincible III - l'œil de Braxus (Beastmaster: The Eye of Braxus) (téléfilm)
- 1997 : Brentwood (Pacific Palisades) (feuilleton TV)
- 1998 : Diana, princesse du peuple (Diana: A Tribute to the People's Princess) (téléfilm)

### Comme productrice
- 1970 : The Corpse
- 1971 : The Johnstown Monster
- 1980 : Les Yeux du mal (The Godsend)

### Comme scénariste
- 1998 : Diana, princesse du peuple (Diana: A Tribute to the People's Princess) (téléfilm)

### Comme actrice
- 1993 : Riders (téléfilm) : Lady Roxborough